# Slavica Jukić
Slavica Jukić (Hrvatska Kostajnica, 4. listopada 1936.) je hrvatska kazališna, televizijska i filmska glumica.

## Filmografija

### Televizijske uloge
- "Crno-bijeli svijet" kao susjeda (2015.)
- "Stipe u gostima" kao Ljubica i gospođa Mrlek (2009.; 2012.)
- "Bitange i princeze" kao gospođa Krašić (2009.)
- "Zakon!" kao Zdravkova mama (2009.)
- "Odmori se, zaslužio si" kao susjeda (2008.)
- "Đuka Begović" kao Pinterova supruga (1991.)
- "Tražim srodnu dušu" kao gostioničarka (1991.)
- "Lažeš, Melita" kao susjeda (1984.)
- "Smogovci" kao teta Katica (1982. – 1996.)
- "Nepokoreni grad" (1982.)
- "Nikola Tesla" kao domaćica u hotelu Alta Vista (1977.)
- "U registraturi" kao Laurina i Mihina sluškinja (1974.)
- "Prosjaci i sinovi" (1972.)
- "Mejaši" kao krsna kuma (1970.)
- "Fiškal" (1970.)
- "Letovi koji se pamte" kao Mara Panić (1967.)

### Filmske uloge
- "Groblje slonova" kao Branka (2019.)
- "Deep Fried (Pržen)" kao baka Ljubica (2017.)
- "Balavica" kao baba (2013.)
- "Brod" kao tajnica/stara dama (2002.)
- "Ne dao Bog većeg zla" kao čistačica (2002.)
- "Ante se vraća kući" kao baka (2001.)
- "Brod" (1992.)
- "Đuka Begović" kao Pinterova supruga (1991.)
- "Školjka šumi" (1990.)
- "Doktorova noć" kao Manda (1990.)
- "Povratak Katarine Kožul" (1989.)
- "Čovjek koji je volio sprovode" kao Marija (1989.)
- "Tečaj plivanja" (1988.)
- "Nemojte me zvati Robi" (1986.)
- "Dječak i zec" (1983.)
- "Hoću živjeti" kao Milka Perić (1982.)
- "Novinar" (1979.)
- "Daj što daš" (1979.)
- "Posljednji podvig diverzanta Oblaka" kao Ruža (1978.)
- "Čuvar vrijednih slika" (1974.)
- "Guske koje nisu spasile Rim" (1969.)
- "Priča o dva kamena" (1966.)
- "Dva bijela kruha" (1964.)

### Sinkronizacija
- "Palčica - Magična priča" kao žaba Glatka, štakorica Kata i kornjača (2003.)

## Vanjske poveznice
- Slavica Jukić u internetskoj bazi filmova IMDb-u (engl.)